# Tetiana Stiàjkina
Tetiana Stiàjkina (en ucraïnès Тетяна Стяжкіна) (Simferòpol, 10 d'abril de 1977) va ser una ciclista ucraïnesa, que fou professional del 2000 al 2009. Va aconseguir diferents campionats nacionals. Va participar en dues edicions dels Jocs Olímpics.

## Palmarès
- 1997
  - 1a a la Interreg Drie Landen Ronde i vencedora de 2 etapes
  - Vencedora d'una etapa al Memorial Michela Fanini
- 1999
  -  Campiona d'Europa sub-23 en Ruta
  -  Campiona d'Europa sub-23 en Contrarellotge
- 2000
  - Vencedora d'una etapa al Tour de l'Aude
  - Vencedora d'una etapa a la Volta a Suïssa
- 2001
  -  Campiona d'Ucraïna en ruta
  - Vencedora d'una etapa a la Interreg Drie Landen Ronde
- 2002
  -  Campiona d'Ucraïna en contrarellotge
  - 1a al Trofeu d'Or i vencedora de 3 etapes
- 2003
  - 1a al Eko Tour Dookola Polski i vencedora d'una etapa
- 2007
  - 1a al Gran Premi de Santa Ana
  - Vencedora d'una etapa a la Volta a El Salvador
- 2008
  -  Campiona d'Ucraïna en ruta
  -  Campiona d'Ucraïna en contrarellotge
  - 1a a la Volta a El Salvador i vencedora d'una etapa